# Уралым
Уралым (в переводе с баш.  Мой Урал) — башкирская народная песня узун-кюй. После 1950-х гг. наиболее известной версией песни является исполнение мелодии со словами на стих Салавата Юлаева «Уралым». Стих Уралым считается самым известным произведением Салавата Юлаева и носит более лирический, невоинствующий характер в сравнении с историческим вариантом текста, описанным ниже.

## История
...На войну иду кровавую 

Урал ты мой, когда в твоих лесах

Срезаю прут, чтоб погонять коня, 

Батыров кровь, погибших в битвах, 

Из-под ножа стекает у меня.
Возникновение песни относится к XIV—XVI векам. Старое название песни «Ете ырыу» («Семь родов») связано с образованием в XIII веке союза семи башкирских племен в юго-восточной части Башкортостана. В годы башкирских восстаний XVIII века актуальной стали темы защиты родной земли, воплотившейся в образе Урала, прославление батыров.  Этой же теме посвящены другие варианты песни «Урал», известные под названием «Боронғо Урал» («Древний Урал»), «Иҫке Урал» («Старинный Урал». Все они имеют разные тексты и напевы мелодических стилей халмак-кюй и узун-кю.
Тексты песни «Урал» впервые записаны в 1915 и 1920 годах М. Бурангуловым от народных певцов Афлятуна из деревни Сабырово Орского уезда Оренбургской губернии и Габита-сэсэна Аргынбаева.
В 30-е годы XX века песня «Урал» была записана на фонограф и нотирована И. В. Салтыковым, А. С. Ключарёвым, Л. Н. Лебединским.
Мелодия песни использована в симфонической увертюре З. Г. Исмагилова, в симфонической картине «Урал» А. С. Ключарёва, в «Легенде» для симфонического оркестра М. М. Валеева и др.

## Текст
| Башкирский | Русский |
| --- | --- |
| Уралым, Уралым! Күгәреп ятҡан Уралым Нурға сумған түбәһе Күккә ашҡан Уралым Ҡыҙарып ҡояш ҡалҡҡанда Һайрап ҡаршылай ҡоштарың Тонйорап ҡояш батҡанда Һайрап оҙата ҡоштарың Һине маҡтай йырҙарым Һине данлай йырҙарым Һин бит минең төйәгем Һине һөйә йөрәгем | Мой Урал, ты Мой Урал! Синевою простираешься мой Урал. Вершина в солнечных лучах Поднялся ты до небес мой Урал, Покрасневшее солнце встает. Трели твоих птиц встречают его, Тоскливо солнце заходит, Трели твоих птиц провожают его, Тебя хвалят мои песни, Тебя славят мои песни. Ты ведь моя Родина, Тебя любит мое сердце. |

## Исполнители песни
Исполнители «Урала»: М. Хисматуллин, С. Абдуллин, А. Султанов, Ф. Кильдиярова, М. Гайнетдинов, Радик Гареев, Аскар Абдразаков, Марсель Кутуев и др.